# Thomas Krüger (Theologe)
Thomas Krüger (* 5. August 1959 in Essen) ist ein deutscher evangelischer Theologe.

## Leben
Thomas Krüger studierte von 1978 bis 1984 Evangelische Theologie an der Universität München. Von 1984 bis 1986 war er Doktorand der Fakultät für Evangelische Theologie in München. Nach der Promotion zum Dr. theol. 1986 in München mit einer bei Klaus Baltzer geschriebenen Dissertation über Geschichtskonzepte im Ezechielbuch absolvierte er das Vikariat der ELKB. Von 1988 bis 1991 war er Postdoktorand an der Fakultät für Evangelische Theologie der Universität München. Nach der Habilitation 1991 in München war er dort von 1991 bis 1992 Privatdozent und Teilzeitpastor der Evangelisch-Lutherischen Kirche in Bayern.
Von 1992 bis 2025 war Krüger Professor für alttestamentliche Wissenschaft und altorientalische Religionsgeschichte an der Theologischen und Religionswissenschaftlichen Fakultät der Universität Zürich. Ende Januar 2025 wurde er emeritiert.

## Schriften (Auswahl)
- Geschichtskonzepte im Ezechielbuch. Berlin 1989, ISBN 3-11-011473-9.
- Kritische Weisheit. Studien zur weisheitlichen Traditionskritik im Alten Testament. Zürich 1997, ISBN 3-9520323-7-9.
- Kohelet (Prediger). Neukirchen-Vluyn 2000, ISBN 3-7887-1783-1.
- Das menschliche Herz und die Weisung Gottes. Studien zur alttestamentlichen Anthropologie und Ethik. Zürich 2009, ISBN 978-3-290-17535-1.